# Primer Ministre d'Eslovènia
El Primer Ministre de la República d'Eslovènia és el cap de govern d'aquest país. Actualment i des del 18 de setembre de 2014 es Miro Cerar.

## Llista de Primers Ministres d'Eslovènia (1990-actualitat)
| Nom                                     | Nom                        | Nom                | Govern                 | Govern                 | Partit        |
| #                                       | Naixement-mort             | Imatge             | Inici                  | Fi                     | Partit        |
| --------------------------------------- | -------------------------- | ------------------ | ---------------------- | ---------------------- | ------------- |
| Primers Ministres independéncia en 1991 |                            |                    |                        |                        |               |
| 1                                       | Lojze Peterle (1948-)      |                    | 16 de maig de 1990     | 14 de maig de 1992     | SKD (DEMOS)   |
| 2                                       | Janez Drnovšek (1950-2008) |                    | 14 de maig de 1992     | 3 de maig de 2000      | LDS           |
| 3                                       | Andrej Bajuk (1943-2011)   |                    | 3 de maig de 2000      | 4 d'agost de 2000      | SLS (SLS+SKD) |
| (3)                                     | Andrej Bajuk (1943-2011)   | 4 d'agost de 2000  | 17 de novembre de 2000 | NSi                    |               |
| 4                                       | Janez Drnovšek (1950-2008) |                    | 17 de novembre de 2000 | 11 de desembre de 2002 | LDS           |
| 5                                       | Anton Rop (1960-)          |                    | 11 de desembre de 2002 | 9 de novembre de 2004  | LDS           |
| 6                                       | Janez Janša (1958-)        |                    | 9 de novembre de 2004  | 21 de novembre de 2008 | SDS           |
| 7                                       | Borut Pahor (1963-)        |                    | 21 de novembre de 2008 | 10 de febrer de 2012   | SD            |
| 8                                       | Janez Janša (1958-)        |                    | 10 de febrer de 2012   | 20 de març de 2013     | SDS           |
| 9                                       | Alenka Bratušek (1970-)    |                    | 20 de març de 2013     | 31 de maig de 2014     | PS            |
| (9)                                     | Alenka Bratušek (1970-)    | 31 de maig de 2014 | 18 de setembre de 2014 | ZaAB                   |               |
| 10                                      | Miro Cerar (1963-)         |                    | 18 de setembre de 2014 | 13 de setembre de 2018 | SMC           |
| 11                                      | Marjan Šarec               |                    | 13 de setembre de 2018 | 13 de març de 2020     | LMS           |
| 12                                      | Janez Janša                |                    | 13 de març de 2020     | en el càrrec           | SDS           |